# Philip Noch
Philip Noch (* 1. April 1989 in Braunschweig) ist ein ehemaliger deutsch-polnischer Basketballspieler. Der zwei Meter große Flügelspieler kam im Laufe seiner Karriere zu Bundesliga-Einsätzen für Braunschweig und Göttingen.

## Laufbahn
Noch, dessen Eltern aus der polnischen Stadt Płock stammen, und der die deutsche sowie polnische Staatsbürgerschaft besitzt, lernte das Basketballspielen ab dem Altersbereich U14 in der Jugendabteilung der SG FT/MTV Braunschweig. Im Alter von 17 Jahren wurde er von Trainer Emir Mutapcic in den Braunschweiger Erstligakader berufen. Seinen Bundesliga-Einstand feierte er am 13. Januar 2007 im Duell mit Alba Berlin. Bis 2015 kam er auf insgesamt 15 Bundesliga-Spiele für Braunschweig und verstärkte darüber hinaus die Nachwuchsfördermannschaft der Niedersachsen in der 2. Bundesliga ProB.
2011 wechselte Noch zum Landesrivalen BG Göttingen. Für die „Veilchen“ bestritt er im Spieljahr 2011/12 34 Bundesliga-Partien mit einem Mittelwert von 3,7 Punkten je Begegnung. Zudem trat er mit der BG im Europapokal an. Nach dem Ende der Saison 2011/12 zog er sich aus dem Profilager zurück und spielte im Folgejahr noch für die SG MTV/BG Wolfenbüttel in der ersten Regionalliga.

### Nationalmannschaft
Mit der deutschen U18-Nationalmannschaft nahm Noch an den Europameisterschaften 2006 und 2007 teil. 2008 wurde er in die U20-Auswahl berufen.